# Cerro Puñal del Norte
El Cerro Puñal del Norte es una colina ubicada en el extremo norte del Parque Nacional Aguaro-Guariquito, en el Estado Guárico, Venezuela. Con una altitud de 198 metros (649,6 pies), es una de las elevaciones más prominente del municipio Francisco de Miranda. El cerro forma parte de una meseta conocida como Paso Cocuiza, que comparte con el Cerro Puñal del Sur, de menor altitud. Desde sus faldas nace el río San José, afluente del río Yagrumito, que sirve como límite occidental del parque nacional.